# Villaumbrales (kommunhuvudort)
Villaumbrales är en kommunhuvudort i Spanien.   Den ligger i provinsen Provincia de Palencia och regionen Kastilien och Leon, i den norra delen av landet, 200 km norr om huvudstaden Madrid. Villaumbrales ligger 760 meter över havet och antalet invånare är 796.
Terrängen runt Villaumbrales är platt. Runt Villaumbrales är det ganska tätbefolkat, med 155 invånare per kvadratkilometer. Närmaste större samhälle är Palencia, 11,5 km sydost om Villaumbrales. Trakten runt Villaumbrales består till största delen av jordbruksmark.